# Straldzja
Straldzja (bulgariska: Стралджа) är en ort i Bulgarien.   Den ligger i kommunen Obsjtina Straldzja och regionen Jambol, i den östra delen av landet, 270 km öster om huvudstaden Sofia. Straldzja ligger 149 meter över havet och antalet invånare är 5 817.
Terrängen runt Straldzja är platt söderut, men norrut är den kuperad. Terrängen runt Straldzja sluttar söderut. Närmaste större samhälle är Jambol, 19,8 km sydväst om Straldzja.
Trakten runt Straldzja består till största delen av jordbruksmark. Runt Straldzja är det ganska glesbefolkat, med 22 invånare per kvadratkilometer.